# Municipio de Ashton (Illinois)
El municipio de Ashton (en inglés: Ashton Township) es un municipio ubicado en el condado de Lee en el estado estadounidense de Illinois. En el año 2010 tenía una población de 1185 habitantes y una densidad poblacional de 25,66 personas por km².

## Geografía
El municipio de Ashton se encuentra ubicado en las coordenadas 41°52′00″N 89°13′33″O / 41.86667, -89.22583. Según la Oficina del Censo de los Estados Unidos, el municipio tiene una superficie total de 46.18 km², de la cual 46.14 km² corresponden a tierra firme y (0.1%) 0.04 km² es agua.

## Demografía
Según el censo de 2010, había 1185 personas residiendo en el municipio de Ashton. La densidad de población era de 25,66 hab./km². De los 1185 habitantes, el municipio de Ashton estaba compuesto por el 96.03% blancos, el 1.1% eran afroamericanos, el 0.25% eran amerindios, el 0.42% eran asiáticos, el 0.08% eran isleños del Pacífico, el 1.69% eran de otras razas y el 0.42% pertenecían a dos o más razas. Del total de la población el 3.8% eran hispanos o latinos de cualquier raza.